# Darkfall Online
Darkfall é um MMORPG (Massive Multiplayer Online Roleplaying Game), desenvolvido pela Aventurine SA. Combina o gênero RPG com ação em tempo real num mundo de fantasia, designado por Agon. Tem características que o destacam de outros jogos do gênero como, o PVP sem restrições, um mundo gigante e dinâmico que muda constantemente conforme as ações dos jogadores, um elevado número de jogadores que interagem no mundo, sistema de combate que envolve destreza da parte do jogador e a possibilidade de roubar todas as posses do adversário depois de o derrotar. Além do combate, o jogador dispõe de inúmeras habilidades, profissões e tarefas que pode executar, desde a recolha de matéria prima (por exemplo: madeiras, recursos minerais, alimentos, etc.), transformação dessa matéria, seja para fins lucrativos ou de uso pessoal (exemplo: criação de equipamento de combate, ferramentas, navios ou infra-estruturas), estabelecimento de lojas, sociedades ou clans de guerra, espionagem ou de fabricação de diversos materiais, dos quais pode integrar e até liderar com a ajuda de outros jogadores. 

## Características
Darkfall possui várias características que o diferenciam dos outros MMORPGs:
- PvP (Player versus Player) sem restrições, não há zonas seguras. As consequências de matar outros jogadores podem resultar na mudança de alinhamento do jogador.[1]
- Possui versão trial de 14 dias e proteção noob de 24 horas de jogo. Enquanto estiver na proteção noob não pode atacar nem ser atacado por nenhum player.
- Quando o jogador morre todos os items que ele carregava no momento ficam em sua "lápide" e podem ser apanhados por qualquer jogador.
- Inexistência de níveis. As capacidades das personagens são determinadas pelas habilidades que aprendeu e treinou. Quanto mais a personagem praticar uma determinada skill, melhor fica no seu uso.
- Estilo de combate FPS (First Person Shooter) quando usando armas ou ataques de longo alcance, por exemplo, quando utiliza-se um arco. Isto significa que os jogadores têm que apontar os seus feitiços e as suas flechas.[2]
- Estilo de combate TPS (Third Person Shooter) quando usando armas de curto alcance.[2]
- Bloqueio manual. O jogador terá que pressionar uma determinada tecla para que seu personagem se defenda.
- O jogador pode lutar montado em montarias, (Shulgan Drake, Dwarven Garmir, Mercian Warhorse, Aerdin Cat, Death Pig). As montarias podem andar, correr, pular, atacar, receber dano e serem mortas.
- Combate naval. Os jogadores podem construir desde pequenos barcos a grandes barcos de guerra, que são totalmente controlados pelo próprio jogador.
- Sistema dinâmico de clima. Por exemplo, o nevoeiro ou o clima chovoso, limitam a visibilidade do jogador, e o vento influencia a trajectória das flechas e o movimento dos navios.(Sistema de clima é uma promessa, porém ainda não foi implantado no jogo.)
- Não há qualquer tipo de radar que indique a localização de outros jogadores ou nomes flutuantes que exibem o nickname do jogador.
- Ciclo diurno/noturno, baseado num sistema planetário realista de duas luas.
- Um mundo sem zonas, que suporta até 10.000 jogadores no mesmo servidor.
- Quase todos os items presentes no jogo podem ser criados pelo jogador.
- Sistema de física realista. Por exemplo, uma bola de fogo que atinga um jogador adversário resulta na sua projeção devido à explosão.
- Inteligência artificial avançada. Permitindo a utilização de táticas dinâmicas e avançadas por parte dos monstros.
- Cada jogador tem direito a apenas um personagem por servidor.
- Possibilidade de construir uma aldeia ou cidade, e de conquistar a dos outros.
- O jogador pode optar por comprar uma casa de outro player, que poderá decorar e equipar a seu gosto. Para construir uma casa é necessário obter a sua concessão, que seria um item raro dropado por baús que aparecem aleatóriamente no mapa do jogo.
- Durante assaltos ou conquistas pode se recorrer a vários tipos de armamento como, à catapulta, ao canhão, etc.
- Consderado o melhor jogo de MMO em 2009.

## Raças
Existem seis raças jogáveis em Darkfall: Alfar, Dwarves, Humanos, Mirdain, Mahirim e Orks, e cada raça possui armaduras e armas características, havendo umas armas especiais designadas por "Armas Raciais". (Armas Raciais).
Existem alianças entre algumas raças:
- Dwarves, Humanos e Mirdains;
- Mahirim e Orks;
- Os Alfar são inimigos de todas as raças.

### Alfar
- Capital: Nagast
- Aliados: Não tem
- Inimigos: Dwarves, Humanos, Mirdain, Mahirim, Orks
- Animal: Shulgan Drake
- Armas Raciais: Ilshard

Os Alfar são os cruéis primos dos Mirdain. Eram Mirdains, que há muito tempo atrás foram abduzidos e mutados pela influência diabólica de seu insano rei-deus Melek.

### Dwarves
- Capital: Dvergheim
- Aliados: Humanos, Mirdain
- Inimigos: Alfar, Mahirim, Orks
- Animal: Dwarven Garmir
- Armas Raciais: Ildhammer

Os Anões são os "filhos das montanhas". Seguem os ensinamentos de Ymir, um lendário mestre de forja que forjou muitas das maiores maravilhas de Dvergheim's, assim como a própria nação.

### Humanos
- Capital: Mercia
- Aliados: Dwarves, Mirdain
- Inimigos: Alfar, Mahirim, Orcs
- Animal: Mercian Warhorse
- Armas Raciais: Lightbringer

Os Humanos são uma raça versátil, vivem como viviam nas épocas medievais na vida real. Vivem em Mércia, uma terra de colinas gramadas e florestas.

### Mirdain
- Capital: Mirendil
- Aliados: Humanos, Dwarves
- Inimigos: Alfar, Mahirim, Orks
- Animal: Aerdin Cat
- Armas Raciais: Sunbow

Os Mirdains são uma raça sofisticada de ótimos diplomatas e comerciantes. Eles preferem diplomacia ao conflito direto. São ótimos estrategistas. Vivem no interior de sua floresta, Mirendil.

### Mahirim
- Capital: Tribelands
- Aliados: Orks
- Inimigos: Alfar, Dwarves, Humanos, Mirdain
- Animal: Não têm, no anúncio do jogo seriam capazes de correr tão rápido como um mas atualmente correm igualmente como qualquer outra raça e pode utilizar qualquer montaria.
- Armas Raciais: Ghost Claws

Os Mahirim são uma forte raça de predadores selvagens de Tribelands. No anúncio do jogo informava que poderiam correr com as quatro patas e alcançar facilmente outras raças, mas, essa característica não foi implementada. Na última atualização foi implementado skill por raça onde o Mahirim possui uma skill para andar mais rápido, no entanto não correm com as quatro patas.

### Orks
- Capital: Morak
- Aliados: Mahirim
- Inimigos: Alfar, Dwarves, Humanos, Mirdain
- Animal: Death Pig
- Armas Raciais: Aldaruk

Os Orks são uma raça de fortes guerreiros. Os Orks jogam as crianças fracas no pântano, o que faz com que os Orks sejam todos fortes e saudáveis. Os Orks escravizam os Goblins, que realizam todo o trabalho manual para eles.

## O Mundo de Darkfall

### Geografia
Darkfall possui um dos maiores mundos já criados em um MMORPG. Possui um continente central, chamado Agon, cercado por quatro continentes menores à nordeste, noroeste, sudeste e sudoeste. É em Agon que se encontram as seis capitais de cada uma das seis raças. Além disso, ainda existem inúmeras ilhas e arquipélagos. Foi estimado por um dos desenvolvedores que demoraria cerca de 8 horas para um humano correr de um canto ao outro do mundo.
O mundo inclui diversos tipos de terrenos, incluindo florestas, pântanos, montanhas, planícies, desertos, neve, áreas tropicais, etc. Cada parte do mundo foi feita a mão pelos desenvolvedores, e não geradas genericamente por um computador.
Veja aqui o Mapa.

### Subsolo
Darkfall possui várias áreas no subsolo (Dungeons), que podem ser habitadas por monstros, e algumas onde até mesmo pode ser possível a construção de cidades. As cidades dos Dwarves e dos Alfar estão situadas no subsolo.